# Lekkoatletyka na Letnich Igrzyskach Paraolimpijskich 2012 – pchnięcie kulą F11/12 mężczyzn
W konkursie pchnięcia kulą kl. F11/12 mężczyzn podczas Letnich Igrzysk Paraolimpijskich 2012 rywalizowało ze sobą 21 zawodników. W konkurencji tej udział wzięły osoby niewidome lub słabo widzące. Rezultaty zawodników były przeliczane na punkty, które decydowały o końcowej klasyfikacji. Stosunek liczby uzyskanych punktów do długości rzutu był większy w klasie F11.

## Wyniki
| Poz. | Zawodnik                    | Narodowość        | Klasa | Rezultat | Punkty | Uwagi |
| ---- | --------------------------- | ----------------- | ----- | -------- | ------ | ----- |
| 1    | Andrij Holiwec              | Ukraina           | F12   | 16,25    | 991    |       |
| 2    | Władimir Andriuszczenko     | Rosja             | F12   | 15,21    | 966    |       |
| 3    | Russell Short               | Australia         | F12   | 14,73    | 950    |       |
| 4    | Wasyl Liszczynski           | Ukraina           | F11   | 13,09    | 945    |       |
| 5    | David Casino                | Hiszpania         | F11   | 13,01    | 942    |       |
| 6    | Siergiej Hrybanow           | brak flagi        | F12   | 13,65    | 906    |       |
| 7    | Siergiej Szatałow           | Rosja             | F12   | 13,63    | 905    |       |
| 8    | Bil Marinkovic              | Austria           | F11   | 12,21    | 903    |       |
| 9    | Edwin Rodriguez Gonzales    | Kolumbia          | F11   | 11,33    | 845    |       |
| 10   | Rolandas Urbonas            | Litwa             | F12   | 12,14    | 810    |       |
| 11   | Ronald Carlos Greene        | Trynidad i Tobago | F11   | 10,87    | 807    |       |
| 12   | Anibal Bello                | Wenezuela         | F11   | 10,83    | 804    |       |
| 13   | Mahdi Al-Saadi              | Irak              | F12   | 11,12    | 719    |       |
| 14   | Sebastian Baldassarri       | Argentyna         | F11   | 9,87     | 705    |       |
| 15   | Isaac Leiva                 | Gwatemala         | F11   | 9,83     | 700    |       |
| 16   | Hameed Hassain              | Irak              | F11   | 9,81     | 698    |       |
| 17   | Alfonso Olivero Encarnacion | Dominikana        | F11   | 9,80     | 697    |       |
| 18   | Nelson Gonçalves            | Portugalia        | F11   | 9,74     | 689    |       |
| 19   | Sergio Paz                  | Argentyna         | F11   | 9,43     | 650    |       |
| 20   | Luciano dos Santos Pereira  | Brazylia          | F11   | 9,29     | 632    |       |
|      | Osamah Masaud Al Shanqiti   | Arabia Saudyjska  | F12   | X        | NM     |       |